# As If It's Your Last
〈As If It's Your Last〉是韓國女子音樂組合BLACKPINK的數位單曲，這首歌曲是作為準備《Square Three》期間率先發表的單曲，以及重新錄製為日語版收錄於日本出道迷你專輯《Blackpink》的第五首收錄曲。該歌曲曲風以浩室、雷鬼風格為主軸，韓語版由YG娛樂企劃製作，Genie音樂發行，於2017年6月22日下午6時通過各大數位音樂網站公開線上音源，日語版本則由所屬經紀公司YG娛樂與日本唱片公司AVEX共同創立的公司YGEX製作發行，在2017年8月29日提供數位音樂下載。同年11月，〈As If It's Your Last〉成為華納兄弟出品的美國超級英雄電影《正義聯盟》的插曲。

## 背景
早於2017年5月14日，所屬經紀公司YG娛樂相關人士便透露BLACKPINK正在準備新的音樂作品並以6月回歸韓國樂壇為目標，而在6月5日更向媒體批露將在本週進行新曲音樂錄影帶拍攝日程，並表示正在進行各項行程的商討，詳細的回歸日程，將等待音樂錄影帶拍攝完畢後，另做公告。當日，YG娛樂代表梁鉉錫也在Instagram專頁公開音樂錄影帶的拍攝現場，證實BLACKPINK即將回歸，此次也是她們繼2016年11月的活動後，時隔7個月再發新作。
2017年6月13日，YG娛樂於上午通過官方主頁公開BLACKPINK回歸預告海報，在燈光照射下的希臘神殿散發的粉色光芒，而海報中的「2017.6.22」字樣，預告著將在6月22日正式回歸韓國樂壇，並在6月16日至18日依次公開Jennie、Jisoo、Lisa及Rosé四名成員個人概念海報。6月19日，公開主打歌為〈As If It's Your Last〉，將於22日下午6時推出，據YG娛樂稱此次於22日發表的新歌是單曲，是給喜歡BLACKPINK的歌迷一個驚喜禮物，以此填補準備《Square Three》期間而出現的空檔，並表示這次會以單曲形式呈現是為了迎接即將到來的炎炎夏日而準備的像清涼飲料般的歌曲，也是BLACKPINK迄今發表的音樂作品中節奏最快，會讓聽眾們同時感受到相當愉悅的心情的歌曲，所以決定在最熱的7月和8月以這首歌進行活動是最為恰當的，最後透露《Square》系列第三部將在〈As If It's Your Last〉活動之後發行。
2017年6月20日上午10時，YG娛樂再度釋出回歸預告，通過BLACKPINK官方YouTube頻道發佈前導預告影像，公開的影像中，伴隨著快速的節奏、華麗又充滿動感的畫面再次引人注目，讓BLACKPINK在預告視頻公開後旋即登上韓國最大的音源網站MelOn熱門搜索詞一位。翌日，在完整音樂錄影帶尚未出爐前則反其道而行破格性率先公開幕後製作花絮，並宣布將在22日晚間8時透過Naver V App進行回歸直播節目。

## 詞曲創作
〈AS IF IT'S YOUR LAST〉是BLACKPINK目前為止被認為風格最強烈的一首歌。成員Jisoo在先前接受媒體採訪時表示，團體到現在能有如此成績是因為有了「Black」的概念，而這次全新單曲將以「Pink」的風格為主。
這首歌由YG娛樂首席製作人泰迪攜手Future Bounce、Lydia Paek一同作曲編曲，融合了電子浩室、雷鬼、及慢波特等不同的音樂元素，編曲則是以每分鐘125BPM、降A大調編製而成，韻律上用四四拍且F和絃進程（no3no5），導歌部分以Fm - A♭ - E♭ - D♭ - E♭方式進行，再轉換成D♭ - A♭ - E♭ - Fm - E♭。當導歌時用F小調、合唱部分用降A大調，旋律上則用了F Mixo-lydian模式。此次在曲風上與以往專輯相比是一大突破改變。歌詞部分是泰迪與Brother Su及Choice37共同填詞，帶有充滿浪漫氣息的氛圍，歌詞主要表達希望戀人能夠像最後一次愛情般的全身投入熱戀中。

## 音樂錄影帶
音樂錄影帶連同數位單曲在6月22日同步公開，該影片部分鏡頭在慶熙大學、紐約地鐵1號線上拍攝，被評價為精心製作的視頻，展現了BLACKPINK潮流十足的外貌、多采多姿的造型，以及獨特風格、時尚等華麗的視覺效果，受到了樂評人的讚揚，而BLACKPINK也憑藉此音樂錄影帶為韓國樂壇帶來全新的紀錄，以發佈後僅用16小時57分的時間，打破此前韓國男女組合紀錄保持者，分別為TWICE改版專輯主打曲〈Knock Knock〉用時24小時23分鐘的紀錄，以及防彈少年團在2017年2月發行的正規專輯改版《You Never Walk Alone》主打曲之一〈Not Today〉以21小時37分鐘達到的里程碑，成為韓國團體用時最短突破千萬點閱率的歌手，點讚量則以歷時20小時26分鐘成為韓團歷年Youtube點讚最快突破百萬的音樂錄影帶，並憑藉首日1331萬的瀏覽數在影音分享網站包括Facebook、Twitter、Youtube等綜合多個平台歷年24小時內觀看次數最多的網路影片中位列全球第23位，音樂類別排名第11位，全球音樂組合則位列第一，成為繼同經紀公司旗下藝人PSY的〈紳士〉後，韓國第二部首日播放量最多的視頻。
音樂錄影帶釋出一週後，截至6月29日下午6時，首週觀看次數達到3536萬，再次書寫K-Pop團體於YouTube上傳的M/V首週播放量新紀錄，將原韓團首週紀錄提升了358萬，並位列YouTube週榜全球第15位，而在2017年8月8日團體成立一週年當天，〈As If It's Your Last〉以46天7小時的用時紀錄在YouTube頻道上突破1億觀看人次，再次刷新韓團音樂錄影帶最快破億的紀錄，將原紀錄提升了24天17小時，至此，BLACKPINK通過這次的音樂影片不僅創下韓團首日、首週、首月的最高播放量紀錄外，新曲音樂錄影帶至公開以來觀看次數從1千萬、2千萬，到至今的1億，均每千萬依次刷新了韓團播放量用時紀錄，她們也成為了第一個出道僅滿1年便坐擁4首破億音樂錄影帶的韓國歌手。
通過影片分享網站YouTube發布的音樂錄影帶所帶來的瀏覽數成就，這首單曲不僅在美國時間9月7日告示牌公開的2017年度的《YouTube全球二十強夏日單曲》中與世界著名歌手路易斯·方辛、紅髮艾德等2017年具影響力的歌手們並駕齊驅，成為世界各國代表人氣藝人中唯一的韓國歌手，並在YouTube於12月13日公開一年一度的排行榜中，榮登2017年《全球最受歡迎的韓國流行音樂錄影帶》冠軍，反映了BLACKPINK在全世界廣泛的流行度與影響力。
另外，〈As If It's Your Last〉被2017年電影正義聯盟選做電影插曲，MV也出現在電影中。

## 評論聲譽
美國《告示牌雜誌》專欄記者傑夫·班傑明在團體成立一週年之際對〈As If It's Your Last〉進行了分析評價，以「BLACKPINK最令人刮目相看的成績可能是最近發佈的新曲〈As If It's Your Last〉，這首歌曲是繼〈Boombayah〉與〈Playing with Fire〉後，在告示牌世界單曲榜中登頂的第三首單曲，是目前韓國女團最佳成績紀錄」給予了讚揚，並提及〈As If It's Your Last〉以超過5千份的銷售量，登上了告示牌榜外單曲榜第13名，雖未能晉級告示牌百強單曲榜非常可惜，但是在其延續榜單仍取得了相當不錯的名次，甚至超越了防彈少年團的〈春日〉在同榜所獲得的第15名的成績，而對於這首歌曲《告示牌雜誌》指「雖然CL與Wonder Girls都曾晉級告示牌百強單曲榜，不過她們都是以英語歌曲進榜，以韓語音樂登上該項排行榜的只有PSY睽違10年晉級告示牌百強單曲榜行列，而防彈少年團在出道4年後首次進入榜外單曲榜，BLACKPINK則僅在一年內打破了這一項紀錄，實在有趣。」為這首歌曲除了賦予了特別的含義，也談到了BLACKPINK無窮無盡的成長可能性。
也很多網友表示這原本是2NE1的《Blame it on your love》歌曲。

## 宣傳

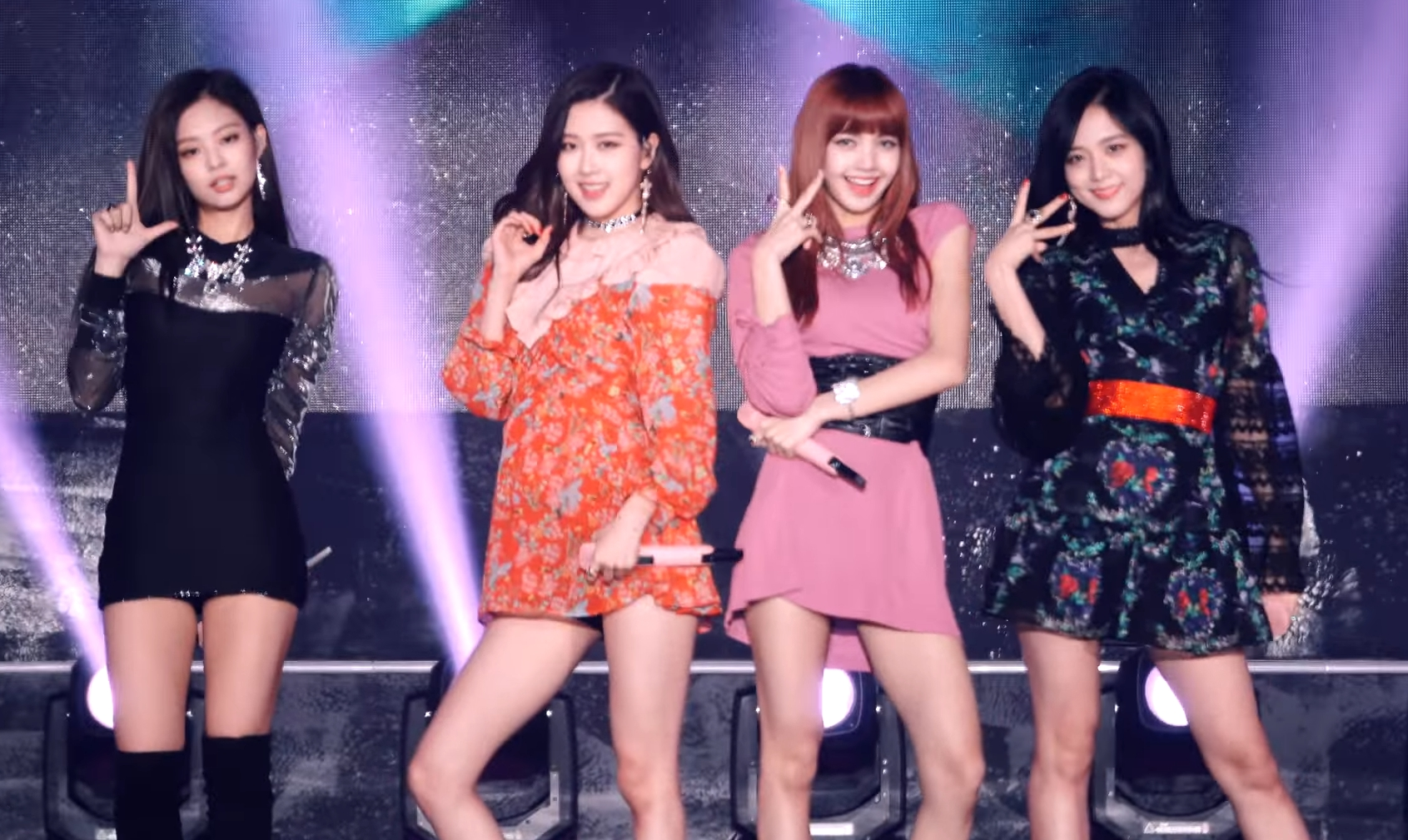
在2017年10月1日舉行的《Fandom School Music Festival》上表演《As If It's Your Last》。

在音源公開後，BLACKPINK以6月24日的《Show! 音樂中心》作為第一場回歸舞台，這是她們出道至今第一次在該音樂放送節目進行演出，並在7月20日赴日本舉行出道Showcase「BLACKPINK Premium Debut Showcase」前，持續為第三張數位單曲〈As If It's Your Last〉在韓國進行為期一個月的宣傳。
7月16日，單曲成功在《人气歌谣》取得三冠王後，歌曲也隨之在排行榜上排除在外，但為了答謝其音樂錄影帶在最短時間內所創下的紀錄，因此YG娛樂在22日宣佈將延長一個月的宣傳時間，並會在23日通過《人氣歌謠》公開〈As If It's Your Last〉的Remix版本，而這次的夏季版本僅為給歌迷提供福利及表達感謝之意而製作，因此不會公開音源，YG娛樂也表示，BLACKPINK將從8月25日開始在日本全面展開宣傳活動，在此之前，她們除了展開夏季版活動外，也會進行新曲錄製工作，預計將在最短時間內發表新歌，並截至年底持續展開活動。

## 媒體使用
美國迪斯尼動畫片《奇幻沼澤》第三季剧集“全部参与” (All In) 收录了韩国女子组合BLACKPINK的歌曲《As If It's Your Last》。

## 商業成績
〈As If It's Your Last〉在6月22日下午6時通過各大數位音樂網站公開，推出新歌1小時後，在榜單首次更新期間佔據了韓國六大線上音樂網站其中的Genie及Bugs第一名的位置，而至23日上午7時更新的數據為準，〈As If It's Your Last〉已成功登頂六大音源網站實時排行榜一位，其中，在韓國最大的音源網站MelOn與Genie實現破表，首日收聽人數達到791,713人次。一週後以賣出181,883份的銷量登上加翁數位下載榜第二位，綜合當週在韓國的整體成績，登上加翁數位單曲榜第四位，而在第二週單曲達到了高峰，在加翁數位單曲榜上升至第三位，並在該榜流媒體以6,632,012次的傳輸次數取得第三名，成為發行後的最佳成績。
BLACKPINK也憑藉此張單曲在國際上取得了商業性的成功，陸續登上多個國家著名排行榜，包括首次進入澳大利亞唱片業協會榜、紐西蘭唱片音樂協會榜單，並在阿根廷、芬蘭、哥斯大黎加、宏都拉斯、馬來西亞等共18個國家及地區同一時間在iTunes專輯榜取得一位，不僅刷新出道單曲《Square One》主打歌之一〈口哨〉佔據14國一位紀錄的成績，也讓BLACKPINK成為有史以來拿到最多國家榜單一位的K-Pop女子組合，發行當日同時登上了iTunes全球歌曲榜第6位，值得一提的是，她們以28名的成績創下韓國女團在美國熱門歌曲榜（Top Songs）最高的名次紀錄，次日繼續上升至第12位，刷新了不久前才剛創下的紀錄，也在6月25日當地時間上午9時，入選Apple Music每週以全球音樂為對象介紹新人氣歌曲的「本週最佳（Best of the Week）」必聽歌曲，並以6天內在美國共賣出4千份的銷售紀錄，於美國時間27日告示牌榜單更新的數據顯示中，空降世界單曲榜第一位，這也是BLACKPINK從出道音樂作品到至今的回歸作品，連續三次均登上該榜首位。
2017年7月5日，在單曲發行後的第二週，〈As If It's Your Last〉連續兩週蟬聯告示牌世界單曲榜冠軍，並在當天同時登上加拿大百強單曲榜及告示牌百強單曲榜延續榜單，採用其相同評價標準的榜外單曲榜分別位列第45位、第13位，這兩項成績分別創下韓國歌手最高名次紀錄和韓國組合在告示牌的最佳成績紀錄。
2017年8月21日，韓國最大的線上音樂平台Melon公佈週榜榜單，BLACKPINK在6月22日發行的單曲〈As If It's Your Last〉排名第8位，持續九週位列Melon週榜前10名，而這首單曲截至8月27日和TWICE的〈Knock Knock〉及WINNER的〈Really Really〉並列第一，成為2017年在榜前10名週數最長的韓團歌曲之一。然而在8月28日，BLACKPINK刷新了這項紀錄，在公開的最新一週的週榜排名顯示中，這首歌曲的音源仍然持續第十週排名在Melon週榜Top10，不僅成為2017年Melon週榜前10週數最長的韓團歌曲，也是今年第二首在該排行榜超過十週位列前10名的韓國流行音樂歌曲。

## 版本
| 韓語版 | 韓語版                             | 韓語版                   | 韓語版                        | 韓語版             | 韓語版 |
| 曲序   | 曲目                               |                          | 作曲                          | 编曲               | 时长   |
| ------ | ---------------------------------- | ------------------------ | ----------------------------- | ------------------ | ------ |
| 1.     | As If It's Your Last（마지막처럼） | 泰迪 Brother Su Choice37 | 泰迪 Future Bounce Lydia Paek | Future Bounce 泰迪 | 3:33   |

| 日語版 | 日語版                               | 日語版                            | 日語版                        | 日語版             | 日語版 |
| 曲序   | 曲目                                 |                                   | 作曲                          | 编曲               | 时长   |
| ------ | ------------------------------------ | --------------------------------- | ----------------------------- | ------------------ | ------ |
| 1.     | 最後のように（As If It's Your Last） | 泰迪 Brother Su Choice37 陽光男孩 | 泰迪 Future Bounce Lydia Paek | Future Bounce 泰迪 | 3:32   |

## 排行榜
| 音源榜（2017） | 〈As If It's Your Last〉排行榜峰值                            | 〈As If It's Your Last〉排行榜峰值 | 〈As If It's Your Last〉排行榜峰值 | 〈As If It's Your Last〉排行榜峰值 | 來源   |
| 音源榜（2017） | 實時榜                                                        | 日榜                               | 週榜                               | 月榜                               | 來源   |
| --- | ------------------------------------------------------------- | ---------------------------------- | ---------------------------------- | ---------------------------------- | ------ |
| iChart | 1                                                             |                                    | 2                                  |                                    | [ 76 ] |
| Melon | 1                                                             | 3                                  | 4                                  | 3                                  | [ 77 ] |
| Genie | 1                                                             | 1 4                                | 2                                  | 3                                  | [ 78 ] |
| Bugs | 1                                                             | 1 4                                | 2                                  |                                    | [ 79 ] |
| Mnet | 1                                                             | 2                                  | 3                                  | 3                                  | [ 80 ] |
| Naver | 1                                                             | 1 2                                | 3                                  | 4                                  | [ 81 ] |
| Soribada | 1                                                             | 1 4                                | 2                                  | 2                                  | [ 82 ] |
| \| - 上標字「2」：兩天或兩週 - 上標字「3」：三天或三週 - 上標字「4」：四天或四週 - 上標字「5」：五天或五週 - 以上以此類推 \| - 「*」：打榜中 - 「/」：未入榜 - 「 」：該段時期未設立排行榜 \| |                                                               |                                    |                                    |                                    |        |
| - 上標字「2」：兩天或兩週 - 上標字「3」：三天或三週 - 上標字「4」：四天或四週 - 上標字「5」：五天或五週 - 以上以此類推                                                                        | - 「*」：打榜中 - 「/」：未入榜 - 「 」：該段時期未設立排行榜 |                                    |                                    |                                    |        |

| - 上標字「2」：兩天或兩週 - 上標字「3」：三天或三週 - 上標字「4」：四天或四週 - 上標字「5」：五天或五週 - 以上以此類推 | - 「*」：打榜中 - 「/」：未入榜 - 「 」：該段時期未設立排行榜 |

| 電視台 | 音樂節目名稱                            | 入榜歌曲                 |
| 電視台 | 音樂節目名稱                            | 〈As If It's Your Last〉 |
| --- | --------------------------------------- | ------------------------ |
| Mnet | M! Countdown                            | 2                        |
| KBS2 | 音樂銀行                                | 4                        |
| MBC | Show! 音樂中心                          | 2                        |
| SBS | 人氣歌謠                                | [1]                      |
| SBS MTV | THE SHOW                                | /                        |
| MBC Music | Show Champion                           | 4                        |
| \| - 「(1)」：兩星期冠軍 - 「[1]」：三星期冠軍 - 「{1}」：四星期冠軍 \| - 「/」表示未有相關資料 - 「*」：打榜中 \| |                                         |                          |
| - 「(1)」：兩星期冠軍 - 「[1]」：三星期冠軍 - 「{1}」：四星期冠軍                                                  | - 「/」表示未有相關資料 - 「*」：打榜中 |                          |

| - 「(1)」：兩星期冠軍 - 「[1]」：三星期冠軍 - 「{1}」：四星期冠軍 | - 「/」表示未有相關資料 - 「*」：打榜中 |

| 榜單（2017年）                                           | 峰值 |
| -------------------------------------------------------- | ---- |
| 澳大利亚（澳大利亚唱片业协会串流音訊與視覺音軌榜）       | 30   |
| 加拿大（加拿大百强单曲榜）                               | 45   |
| 柬埔寨（音樂一週三十大單曲榜）                           | 11   |
| 中國（QQ音乐巔峰榜·熱歌）                                | 3    |
| 中國（QQ音乐巔峰榜·韓國）                                | 1    |
| 中國（QQ音乐巔峰榜·MV 總榜）                             | 1    |
| 中國（QQ音乐巔峰榜·MV 韓國榜）                           | 1    |
| 芬蘭（《告示牌》單曲銷售榜）                             | 7    |
| 芬蘭（芬蘭官方下載榜）                                   | 5    |
| 法國（法國唱片出版業公會熱門下載單曲榜）                 | 180  |
| 香港（音樂一週三十大單曲榜）                             | 1    |
| 印尼（音樂一週三十大單曲榜）                             | 6    |
| 日本（日本百强单曲榜）                                   | 19   |
| 馬來西亞（馬來西亞唱片業協會二十大國際與國內熱門單曲榜） | 4    |
| 馬來西亞（音樂一週三十大單曲榜）                         | 2    |
| 紐西蘭（新西兰唱片音乐协会熱門單曲榜）                   | 3    |
| 葡萄牙（葡萄牙唱片業協會）                               | 48   |
| 菲律賓（音樂一週三十大單曲榜）                           | 2    |
| 新加坡（音樂一週三十大單曲榜）                           | 1    |
| 韓國（Gaon單曲榜）                                       | 3    |
| 韓國（Gaon社交榜）                                       | 19   |
| 韓國（Gaon下載榜）                                       | 2    |
| 韓國（Gaon串流榜）                                       | 3    |
| 韓國（Gaon背景音樂榜）                                   | 12   |
| 韓國（Gaon手機鈴聲榜）                                   | 2    |
| 韓國（韓國流行音樂百大單曲榜）                           | 2    |
| 泰國（音樂一週三十大單曲榜）                             | 1    |
| 美國（《告示牌》榜外單曲榜）                             | 13   |
| 美國（《告示牌》世界單曲榜）                             | 1    |
| 越南（音樂一週三十大單曲榜）                             | 1    |

| 榜單（2017年）         | 峰值 |
| ---------------------- | ---- |
| 韓國（Gaon單曲榜）     | 5    |
| 韓國（Gaon下載榜）     | 6    |
| 韓國（Gaon串流榜）     | 3    |
| 韓國（Gaon背景音樂榜） | 19   |
| 韓國（Gaon手機鈴聲榜） | 3    |

| 榜單（2017年）     | 峰值 |
| ------------------ | ---- |
| 韓國（Gaon單曲榜） | 18   |
| 韓國（Gaon下載榜） | 19   |
| 韓國（Gaon串流榜） | 19   |

| 國家或地區 | 銷量       |
| ---------- | ---------- |
| 韓國       | 1,429,854+ |
| 日本       | 16,536+    |
| 美國       | 14,000+    |

## 獲獎與提名

### 韓國音樂節目
| 年份   | 日期    | 電視台 | 節目名稱 | 結果 | 來源    |
| ------ | ------- | ------ | -------- | ---- | ------- |
| 2017年 | 7月2日  | SBS    | 人氣歌謠 | 獲獎 | [ 121 ] |
| 2017年 | 7月9日  | SBS    | 人氣歌謠 | 獲獎 | [ 122 ] |
| 2017年 | 7月16日 | SBS    | 人氣歌謠 | 獲獎 | [ 123 ] |

### 大型頒獎典禮
| 年份   | 頒獎典禮   | 獎項           | 結果 | 來源    |
| ------ | ---------- | -------------- | ---- | ------- |
| 2017年 | 甜瓜音樂獎 | 最佳舞蹈獎     | 提名 | [ 124 ] |
| 2017年 | 甜瓜音樂獎 | 最佳歌曲獎     | 提名 | [ 124 ] |
| 2018年 | 金唱片獎   | 音源部門－本賞 | 獲獎 | [ 125 ] |

## 發行歷史
| 發行地區 | 發行日期      | 發行形式     | 廠牌              |
| -------- | ------------- | ------------ | ----------------- |
| 全球     | 2017年6月22日 | 數位音樂下載 | YG娛樂、Genie音樂 |
| 韓國     | 2017年6月22日 | 數位音樂下載 | YG娛樂、Genie音樂 |
| 台灣     | 2017年6月26日 | 數位音樂下載 | 臺灣華納音樂      |
| 日本     | 2017年8月29日 | 數位音樂下載 | YGEX              |

## 外部連結
| - 韓國官方網站 （） - 日本官方網站 （日語） - BLACKPINK的官方Cafe （页面存档备份，存于） （） - BLACKPINK的Facebook專頁 - BLACKPINK的Instagram帳戶 - BLACKPINK的V Live頻道 （页面存档备份，存于） - YouTube上的BLACKPINK頻道 | 所屬經紀公司官方網站 - YG Entertainment 韓國官方網站 （页面存档备份，存于） （） - YG Entertainment 日本官方網站 （页面存档备份，存于） （日語） - YG LIFE 官方部落格 （页面存档备份，存于） - YouTube上的YG Entertainment頻道 |